# Niklaus Schurtenberger
Niklaus Schurtenberger (Lyss, 7 de fevereiro de 1968) é um ginete suíço, especialista em saltos. 

## Carreira
Niklaus Schurtenberger representou seu país nos Jogos Olímpicos de 2008, na qual conquistou a medalha de bronze nos saltos por equipe em 2008, foi e 23° no individual. 